# Darly de Paula
Darly Zoqbi de Paula (n. 25 august 1982, Ponte Nova, Minas Gerais, Brazilia) este o handbalistă spaniolă de origine braziliană care joacă pe postul de portar pentru clubul românesc SCM Craiova și pentru echipa națională a Spaniei. Între 2019 și martie 2023 ea a evoluat pentru alt club românesc CS Gloria 2018 Bistrița.
De Paula a participat la Olimpiada din 2004 de la Atena, la cea din 2008 de la Beijing și la cea din 2016 de la Rio de Janeiro.

## Palmares
- Campionatul Mondial:
  -  Medalie de argint: 2019

- Jocurile Panamericane: 
  -  Câștigătoare: 2007

- Liga Campionilor:
  - Locul 4 (Turneul Final Four): 2017
  - Sfertfinalistă: 2018, 2019
  - Play-off: 2023
  - Grupe principale: 2016
  - Calificări: 2013, 2014

- Cupa Cupelor:
  -  Finalistă: 2015
  - Sfertfinalistă: 2008, 2013, 2014
  - Optimi de finală: 2007
  - Turul 3: 2009

- Cupa EHF:
  - Semifinalistă: 2010
  - Sfertfinalistă: 2011, 2020
  - Optimi de finală: 2005, 2006, 2012
  - Turul 3: 2004

- Campionatul Spaniei:
  -  Câștigătoare: 2013
  -  Medalie de argint: 2012
  -  Medalie de bronz: 2011

- Cupa Reginei:
  -  Câștigătoare: 2013
  -  Finalistă: 2012

- Supercupa Spaniei:
  -  Câștigătoare: 2012

- Campionatul Franței:
  -  Medalie de argint: 2007, 2008, 2009, 2010, 2023

- Cupa Franței:
  -  Câștigătoare: 2007
  -  Finalistă: 2010
  - Semifinalistă: 2023

- Cupa Ligii Franceze de Handbal Feminin:
  -  Câștigătoare: 2015
  -  Finalistă: 2009, 2014
  - Semifinalistă: 2007, 2010

- Campionatul Muntenegrului:
  -  Câștigătoare: 2017, 2018, 2019

- Cupa Muntenegrului:
  -  Câștigătoare: 2017, 2018, 2019

## Premii individuale
- Cel mai bun portar al Campionatului Mondial pentru Tineret: 2001;
- Cel mai bun portar din Liga Franceză de Handbal: 2015;[9]